# GConf
GConf（ジーコンフ）は、GNOMEデスクトップ環境における設定情報を管理するツールである。アプリケーション側は主にGConfライブラリに含まれる「GConfClient」を使用して設定情報の読み書きを行うが、ユーザーがGConfの設定情報を閲覧・編集できる「gconf-editor」と呼ばれるツールも存在する。GConfの設定情報は、デフォルトではホームディレクトリ内にある「.gconf」という隠しフォルダ内にXMLファイルとして保存される。

## 設定情報の監視
ソフトウェア側はGConfの値の変更を監視できる。ソフトウェア側はまずgconf_client_notify_add関数によって、データが変更を監視する場所、及び変更された場合に実行するコールバック関数を指定する。値が変更されると、GConfは変更内容をアプリケーション側に通知し、コールバック関数が実行される。このことは、あるソフトウェアが別のソフトウェアの設定に依存している場合などに有用である。例えばあるソフトウェアのフォント設定がシステムのフォント設定に依存していたとする。システムのフォント設定がGConfに登録されていれば、システムのフォント設定の変更に応じてアプリケーション側のフォントを変更する等といったことが簡単に行える。

## 設定可能な値の型
GConfが扱うことのできる型は、以下の7つが存在する。
1. 整数型 (gint)
2. ブーリアン型 (gboolean)
3. 文字列型 (gchar 配列)
4. 浮動小数点数型 (gdouble)
5. リスト型
6. スキーマ型
7. ペア型